# تشيس أوليفر
تشيس راسل أوليفر (بالإنجليزية: Chase Russell Oliver)‏ (من مواليد 16 أغسطس 1985) هو سياسي أمريكي ومرشح الحزب الليبرتاري (التحرري) للانتخابات الرئاسية الأمريكية لعام 2024. انتخب أوليفر مرشحًا للحزب التحرري لانتخابات مجلس الشيوخ الأمريكي لعام 2022 في جورجيا لكنه لم يحصل إلا على نسبة 2% من الأصوات، وكان قبل ذلك مرشح الحزب في الانتخابات الخاصة للمنطقة النيابية الخامسة في جورجيا عام 2020.

## نشأته
ولد أوليفر في 16 أغسطس 1985 في ناشفيل، تينيسي. عمل في مجال المطاعم لمدة 13 عامًا قبل انخراطه في النشاط السياسي.

## النشاط السياسي
في 15 مايو 2023، تحدث أوليفر في اجتماع مجلس مدينة أتلانتا لمعارضة مدينة كوب. وفي كلمته، سلط أوليفر الضوء على انعدام الثقة المتزايد بين الشعوب والحكومات وقوات الشرطة التابعة لها. تحدث أوليفر عن الإفراط في عسكرة الشرطة والحصانة المشروطة. كما دعا مجلس مدينة أتلانتا إلى تحسين مرافق التدريب الحالية بدلاً من قطع الغابات التي سبق أن صنفها مجلس المدينة كمساحة عامة مفتوحة.
في 5 سبتمبر 2023، تحدث أوليفر في اجتماع مجلس مدينة كولومبيا بولاية ساوث كارولاينا معارضًا للعقبات التنظيمية التي تمنع الناس عن إطعام المشردين. وقد دعا مجلس مدينة كولومبيا، والمجالس البلدية الأخرى، إلى معالجة الحواجز التنظيمية التي تحول دون إطعام ودعم الأميركيين المشردين.

## المسيرة السياسية
دعم أوليفر باراك أوباما في الانتخابات الرئاسية الأمريكية عام 2008، لكنه تراجع عن دعمه بعد مواصلة أوباما لحرب العراق. انضم أوليفر إلى الحزب التحرري في عام 2010 بعد لقاء العديد من أعضاء الحزب في مهرجان "أتلانتا برايد" للمثليين، وقد أعلن عن كونه مثليًا.

### حملة مجلس النواب الأمريكي 2020
ترشح أوليفر لأول مرة لمنصب عام في عام 2020، كمرشح الحزب التحرري للانتخابات الخاصة للمنطقة النيابية (الكونجرسية) الخامسة في جورجيا عام 2020 ليحل محل جون لويس، الذي توفي بسرطان البنكرياس في وقت سابق من ذلك العام. حصل على 2% من الأصوات وتم إقصاؤه خلال الانتخابات التمهيدية الشاملة.

### حملة مجلس الشيوخ الأمريكي 2022
بعد أن أصبح مرشح الحزب التحرري لانتخابات مجلس الشيوخ الأمريكي لعام 2022 في جورجيا، واجه أوليفر الديمقراطي رافائيل وارنوك ومنافسه الجمهوري هيرشيل ووكر. كان أوليفر أول مرشح مثلي الجنس بشكل علني لمجلس الشيوخ في جورجيا.
في 16 أكتوبر 2022، حضر أوليفر مناظرة استضافتها هيئة البث العام في جورجيا وناقش ضد وارنوك، بالإضافة إلى منصة فارغة تمثل ووكر، الذي رفض حضور المناظرة. وفي يوم الانتخابات، حصل أوليفر على أكثر من 2% من الأصوات الشعبية. وزعم المعارضون أنه كان مرشحًا مفسدًا وأن أصواته تسببت في إجراء جولة إعادة. في جولة الإعادة من الانتخابات، رفض تأييد وارنوك أو ووكر، وعرضَ إقامة جلسة نقاش عبر منتدى إنترنت بين المرشحين. وصفته مجلة رولينغ ستون بأنه التحرري الأكثر تأثيرًا لهذا العام.

### الحملة الرئاسية لعام 2024
في 2 ديسمبر 2022، أعلن أوليفر عن تشكيل لجنة استقصائية للتحقيق في إمكانية الترشح لترشيح الحزب التحرري للرئاسة في الانتخابات الرئاسية الأمريكية لعام 2024. ثم أعلن ترشحه رسميًا في 4 أبريل 2023، وفاز بترشيح الحزب رسميًا في شهر مايو.
قام أوليفر بحملة مكثفة في ولاية أيوا خلال صيف عام 2023. في 19 أغسطس 2023، تحدث في منتدى ديس موينز ريجيستر السياسي، ليصبح أول مرشح رئاسي من حزب ثالث يكون متحدثًا في هذا الحدث.
قدم أوليفر طلب الترشح في أول انتخابات تمهيدية رئاسية تحررية في ولاية أوكلاهوما منذ الاعتراف الرسمي بالحزب في عام 2016. إلى جانب زميله جاكوب هورنبرجر، تمكن أوليفر من الوصول إلى صناديق الاقتراع من خلال جمع التوقيعات من الناخبين في كل منطقة انتخابية. فاز في الانتخابات التمهيدية في أوكلاهوما والتي أقيمت في الثلاثاء الكبير، في 5 مارس 2024، بنسبة 61% من الأصوات.
في يناير 2024، نجح أوليفر وزميله المرشح للانتخابات التمهيدية الرئاسية للحزب التحرري لارس مابستيد في العمل معًا لتأمين وضع الحزب الرئيسي والوصول إلى صناديق الاقتراع للحزب التحرري في ولاية ماين. بعد ذلك، ذهب أوليفر إلى ولاية أيوا للقيام بحملة قبل مؤتمرات أيوا الرئاسية التحررية لعام 2024. فاز في الانتخابات التمهيدية لولاية أيوا بنسبة 42.7% من الأصوات.
في 29 فبراير 2024، شارك أوليفر في مناظرة المرشحين الرئاسيين التي استضافتها مؤسسة الانتخابات الحرة والمتساوية ‏، إلى جانب مرشحة حزب الاشتراكية والتحرير دي لا كروز، ومرشحتي الحزب الأخضر جيل ستاين وجاسمين شيرمان، والمرشح التحرري لارس مابستيد.
فاز أوليفر بترشيح الحزب التحرري في الجولة السابعة من الاقتراع في المؤتمر الوطني، متغلبًا على مايكل ريكتينوالد. وقد حدد أوليفر مايك تير مات ‏ كاختياره المفضل لمنصب نائب الرئيس.
أعرب جون ستوسيل عن دعمه لأوليفر في مواجهة مرشحة الحزب الديمقراطي كامالا هاريس ومرشح الحزب الجمهوري دونالد ترامب في عام 2024.

## المواقف السياسية
يُعتبر أوليفر جزءًا من الجناح التقليدي للحزب التحرري، وهو عضو في الكتلة التحررية الكلاسيكية ذات الميول اليسارية.

### الإجهاض
أوليفر مؤيد لحق الاختيار في الإجهاض، على الرغم من أنه يعارض تمويل دافعي الضرائب لعمليات الإجهاض ويدعم تعديل هايد ‏. يعتقد أن الإجهاض يجب أن يكون مشروعًا على مستوى البلاد، وقد قال إنه سيدعم التشريع اللازم لجعله كذلك.

### تغير المناخ
يؤيد أوليفر السماح للسوق الحر بإيجاد حل لتغير المناخ. ويزعم أنه إذا تُركت الشركات بمفردها، فسوف يتم تحفيزها على تطوير التقنيات التي من شأنها في نهاية المطاف أن تتخذ القرار الصحيح بشأن الطاقة النظيفة.

### إصلاح العدالة الجنائية
يدعم أوليفر إنهاء الحصانة المشروطة لمسؤولي إنفاذ القانون على المستوى الفيدرالي. كما يدعم أوليفر إنهاء عقوبة الإعدام والحد الأدنى الإلزامي للعقوبة الفيدرالية.

### الاقتصاد
يؤيد أوليفر التجارة الحرة، ويعارض الرسوم الجمركية. كما أنه يدعم الميزانية الفيدرالية المتوازنة وخفض التضخم.

### التعليم
يدعم أوليفر إلغاء وزارة التعليم في الولايات المتحدة، ويدعو إلى "المزيد من الاختيار في التعليم على أساس كل ولاية على حدة". يعارض أوليفر أيضًا الدعم الفيدرالي لقروض الطلاب، ويدعم السماح بإلغاء ديون قروض الطلاب في حالة الإفلاس.

### الإصلاح الانتخابي
أوليفر هو مؤيد قوي للتصويت بالاختيار المصنف ‏ في الولايات المتحدة، والذي قال إنه كان سيمنع انتخابات مجلس الشيوخ الأمريكي لعام 2022 في جورجيا من الذهاب إلى جولة الإعادة من خلال السماح للناخبين بترتيب مرشحيهم المفضلين عندما يصوتون لأول مرة. كما ذكر أن التصويت بالترتيب من شأنه أن يوفر ملايين الدولارات من دافعي الضرائب من خلال السماح بإجراء جولات الإعادة بشكل فوري، مع ضمان حصول المرشحين الفائزين دائمًا على أكثر من 50% من الأصوات.

### الأطراف الثالثة
كان أوليفر أحد المؤلفين المساهمين في المقال الذي نُشر بتاريخ 23 سبتمبر/أيلول 2023 بعنوان "هل تساعد الأطراف الثالثة الديمقراطية أم تضرها؟" والذي نشرته مؤسسة الأخبار غير الربحية "ديفايديد وي فول" (Divided We Fall). في المقال، ناقش أوليفر الموقف الاستراتيجي الذي يتبناه الحزب التحرري لموسم الانتخابات لعام 2024، وكيف يتوازى برنامج الحزب التحرري مع قضايا مهمة لمنصات أخرى تابعة لأطراف ثالثة، والتي سمّاها تحديدًا: حزب الخضر الأمريكي وحزب التقدم ‏، مثل التصويت بالاختيار المصنف، والهجرة، وتقنين القنب، وحقوق المثليين جنسيًا ومزدوجي الميل الجنسي ومغايري الهوية الجنسية.

### الشؤون الخارجية
يؤيد أوليفر إنهاء المساعدات العسكرية الأمريكية لإسرائيل وأوكرانيا. ووصف الهجوم الإسرائيلي على غزة بأنه إبادة جماعية. ويؤيد أوليفر أيضًا إغلاق القواعد العسكرية الأمريكية في الخارج. قال جون ستوسيل أن أوليفر "المرشح الأكثر معارضة للحرب" في الانتخابات الرئاسية لعام 2024.

### حقوق السلاح
خلال مناظرة عام 2022 مع وارنوك، أعرب أوليفر عن دعمه لحقوق امتلاك الأسلحة، قائلاً: "من الصعب قمع المثليين المسلحين".

### الرعاية الصحية
قال أوليفر إن قانون الرعاية الميسرة لم يخفض ارتفاع تكاليف التأمين الصحي "ولن يفعل ذلك أبدًا".

### التشرد
يدعم أوليفر إزالة العقبات التنظيمية التي تمنع الأشخاص والمنظمات من إطعام المشردين.

### الهجرة
يدعم أوليفر نظام الهجرة "على غرار نظام جزيرة إليس"، حيث يقول: "إذا كنت قادمًا إلى هنا للعمل والتمتع بالسلام، فهذا ليس من شأني". وهو يدعم مسار الحصول على الجنسية للمهاجرين غير المسجلين.

### قضايا المثليين
يعارض أوليفر تدخل الحكومة في بعض قرارات الرعاية الصحية للمتحولين جنسياً التي يتخذها أحد الوالدين والطفل والطبيب. ومع ذلك، فقد أعرب عن معارضته لإجراء جراحة تحديد الجنس لمن هم دون سن 18 عامًا. كما يعارض القوانين التي تستهدف عروض دراغ كوينز، ويصف تلك العروض بأنها "شكل فني" مثل السينما والموسيقى والفنون البصرية، ويطرح الحجة أنه إذا كان بإمكان الوالد اصطحاب طفله لمشاهدة فيلم آلام المسيح، فيمكنه اصطحاب أطفاله لمشاهدة عروض "دراغ كوينز" إذا اختاروا ذلك. ويعتقد أن قوانين الفحش الحالية، إلى جانب الرقابة الأبوية، كافية لحماية الأطفال من المحتوى غير المرغوب فيه. كما يعارض أيضًا أوامر الدولة المتعلقة بمشاركة المتحولون جنسيًا في الرياضة النسائية، معتقدًا أن مثل هذه القرارات يجب أن تتخذها اتحادات رياضية فردية وليس الحكومة.

### الخصوصية والحريات المدنية
يدعم أوليفر إلغاء إدارة أمن النقل إلى جانب إلغاء قانون باتريوت وقانون تعديلات قانون مراقبة الاستخبارات الأجنبية لعام 2008.

### الضمان الاجتماعي
أطلق أوليفر على الضمان الاجتماعي اسم "مخطط بونزي". وقال أنه يريد التخلص التدريجي من الضمان الاجتماعي بالنسبة للأمريكيين الأصغر سنًا.

### الحرب على المخدرات
يدافع أوليفر عن إنهاء الحرب على المخدرات ويدعم تقنين الماريجوانا. كما يدعم أوليفر إلغاء قانون المواد الخاضعة للرقابة ويدعم إلغاء تجريم المخدرات من خلال تمرير قانون إصلاح سياسة المخدرات.

## التاريخ الانتخابي
| الحزب         | المرشح                      | الأصوات | النسبة المئوية |
| ------------- | --------------------------- | ------- | -------------- |
| الديمقراطي    | كوانزا هول                  | 11,104  | 31.75%         |
| الديمقراطي    | روبرت مايكل فرانكلين جونيور | 9,987   | 28.55%         |
| الديمقراطي    | مابيل توماس                 | 6,692   | 19.13%         |
| الديمقراطي    | كييشا وويتس                 | 4,255   | 12.17%         |
| الديمقراطي    | بارينجتون مارتين الثاني     | 1,944   | 5.56%          |
| التحرري       | تشيس أوليفر                 | 712     | 2.04%          |
| مستقل         | ستيفن محمد                  | 282     | 0.8%           |
| مجموع الأصوات | مجموع الأصوات               | 34,967  | 100.00%        |

| الحزب         | المرشح                    | الأصوات   | %      | ±%     |
| ------------- | ------------------------- | --------- | ------ | ------ |
| الديمقراطي    | رالف وارنوك (شاغر للمنصب) | 1,946,117 | 49.44% | +1.05% |
| الجمهوري      | هيرشيل ووكر               | 1,908,442 | 48.49% | −0.88% |
| التحرري       | تشيس أوليفر               | 81,365    | 2.07%  | +1.35% |
| مجموع الأصوات | مجموع الأصوات             | 3,935,924 | 100.0% |        |

## الحياة الشخصية
اعتبارًا من عام 2023، يسكن أوليفر في ضاحية في مدينة أتلانتا.
أعلن عن كونه مثليًا، وقال في تغريدة له "كون المرء مثليًا لا يعني أن يكون ضد المسيحية أو الدين عمومًا. هناك العديد من الأشخاص المثليين الذين لديهم إيمان عميق بالإنجيل، منهم أنا".